# شاپور سوم
شاپور سوم (به پارسی میانه: 𐭱𐭧𐭯𐭥𐭧𐭥𐭩 ت.ت. 'شَهْپُوهْرْ'؛ درگذشتهٔ ۳۸۸ میلادی) دوازدهمین شاهنشاه ایران و انیران از خاندان ساسان در ایران‌شهر بود که از ۳۸۳ تا سال ۳۸۸ میلادی پادشاهی کرد. شاپور سوم پسر شاپور دوم بود و به جای عمویش، اردشیر دوم، بر تخت شاهنشاهی ایران‌شهر نشست. مهم‌ترین دوران رخداد پادشاهی او امضای توافق میان ایران‌شهر و روم در رابطه با مسئله ارمنستان بود.

## نام
«شاپور» نام مشهوری در ایران ساسانی بود که توسط سه پادشاه ساسانی و دیگر افراد برجسته دوران ساسانیان و دوره‌های بعدی آن استفاده می‌شد. در ابتدا باید یک عنوان باشد، که حداقل در اواخر قرن دوم میلادی به یک نام شخصی تبدیل شده باشد. 
شاپور یا شاهپور، به معنای «پسر شاه» است. این نام در پارسی میانه šhpwr (شهپور یا شاهپور) تلفظ می‌شده‌است و ریخت پارسی باستان آن را به شکل xšāyaθiyahyā-puθra بازسازی کرده‌اند. در منابع عربی به شکل سابور و در منابع یونانی و لاتین به ترتیب به ریخت Sapuris و Sapores ضبط شده‌است.

## شاهنشاهی

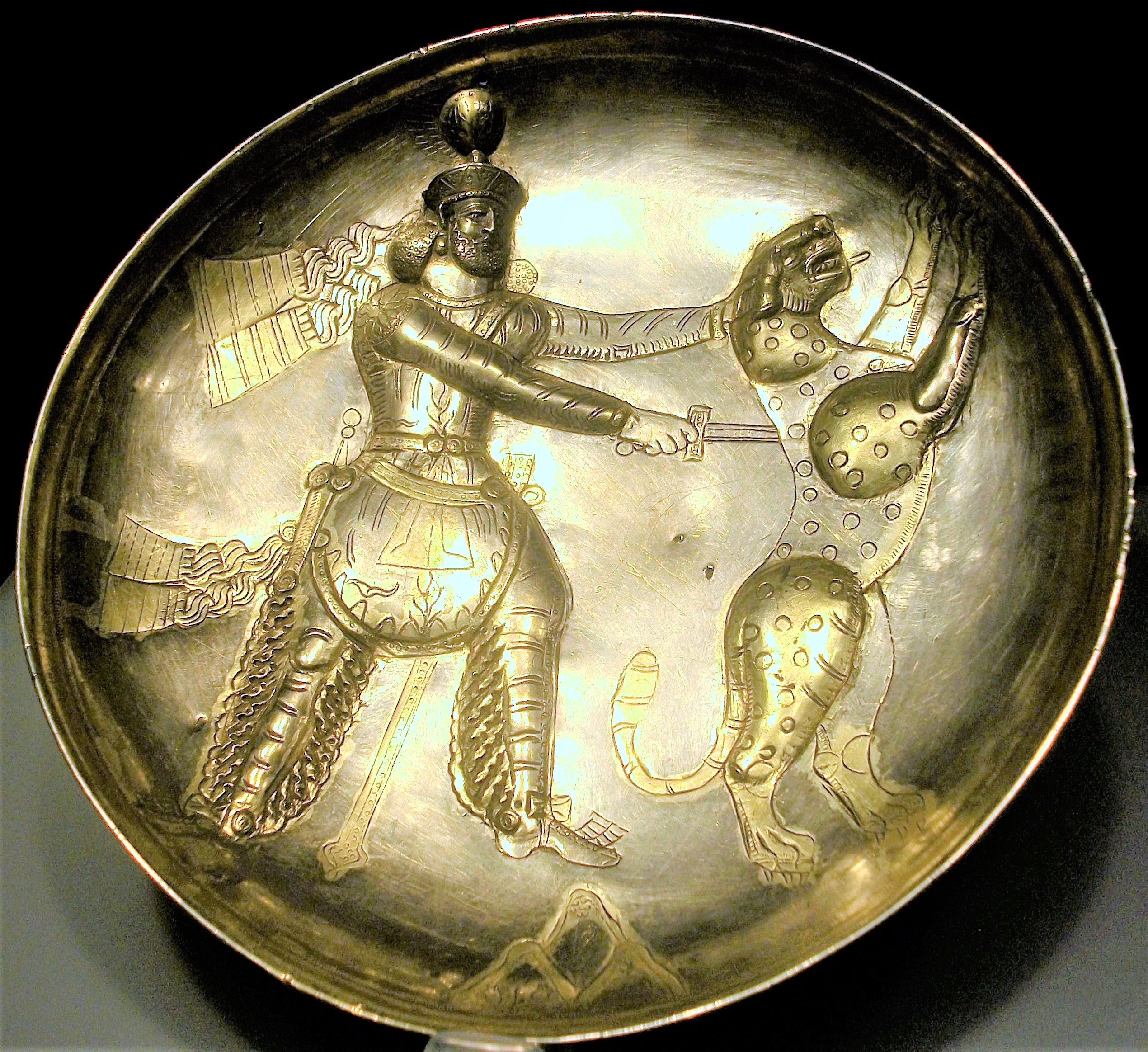
بشقاب سیمین و زرکاری شده ساسانی در موزه ارمیتاژ که شاپور سوم را هنگام شکار پلنگ نشان می‌دهد

### برتخت نشینی

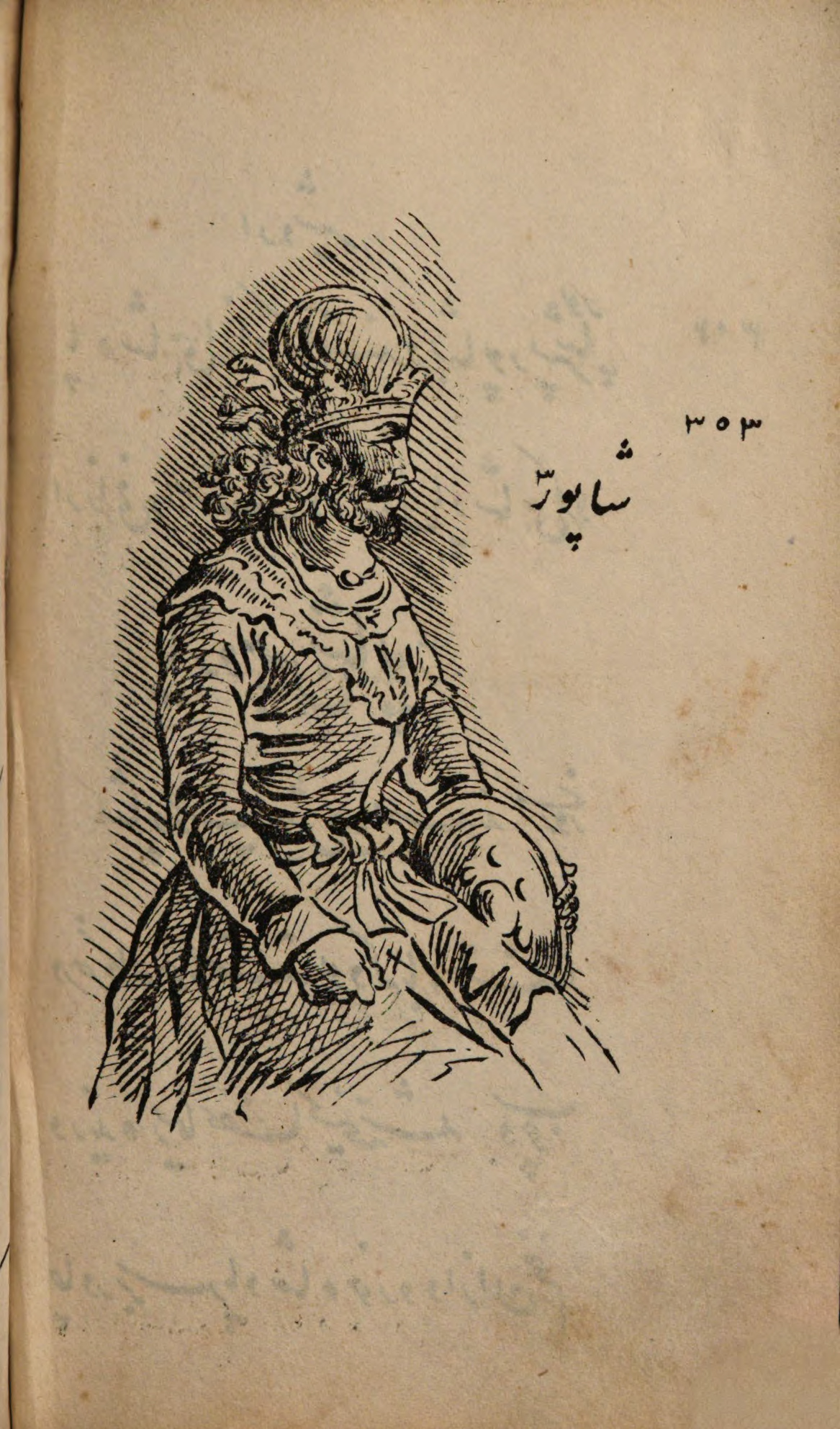
نگاره‌ای از شاپور سوم در نامهٔ خسروان

شاپور دوم در زمان مرگ خود برادرش اردشیر دوم را به عنوان شاهنشاه بعدی برگزید؛ ولی تنها تا زمانی که پسرش شاپور سوم به بزرگسالی برسد و توانایی فرمانروایی را داشته باشد. اردشیر در سال ۳۸۳ توسط وزرگان ساسانی کشته شد و تنها چهار سال حکومت کرد. به نظر می‌رسد که این مسئله به دلیل ادامه سیاست‌های شاپور دوم، یعنی تلاش برای مهار قدرت موبدان و اشراف، روی داده‌است. با مرگ اردشیر، شاپور سوم به عنوان شاهنشاه جدید برتخت نشست. گفته شده که او در سخنرانی روز تاج‌گذاری‌اش، اعلام داشته که نیرنگ، آزمندی و زیر پا گذاشتن عدالت را در دربارش تحمل نخواهد کرد. به نظر می‌رسد که اشراف ساسانی این سخنرانی را نوعی کنایه و اعلان جنگ نسبت به خودشان برداشت کرده‌اند.

### توافق با روم
مذاکره میان دربار ایران و روم دربارهٔ مسئله ارمنستان که در دوران اردشیر دوم آغاز شده بود، سرانجام در زمان شاپور سوم به نتیجه رسید و طرفین در سال ۳۸۴ توافق‌نامه‌ای به امضا رساندند. دیپلمات ایرانی در این مذاکرات یزدان‌فرای شاپور نام داشته‌است.

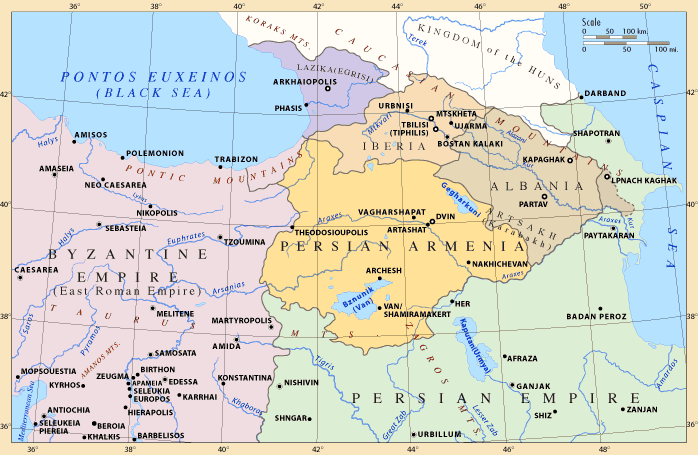
نقشهٔ ارمنستان ایران بین سال‌های ۳۸۷ تا سال ۵۹۱ میلادی

مطابق این توافق‌نامه، ایران و روم ارمنستان را بین خودشان تقسیم کردند. بدین طریق، ارمنستان به دست‌نشانده دو دولت ایران و روم تبدیل می‌شد، اما کماکان می‌توانست سلسله پادشاهی خودش را حفظ کند. بخش غربی و کوچک‌تر آن، منطقه تحت نفوذ رومی‌ها بود و آرشاک سوم از خاندان اشکانی، پسر پاپ (یا پاپاس) و نوه آرشاک دوم از سوی آنان به عنوان شاه ارمنستان غربی برگزیده شد. بخش شرقی پادشاهی ارمنستان که وسیع‌تر بود، به ایران رسید. شاهنشاه ایران یک شاهزاده اشکانی و البته مسیحی به نام خسرو را به عنوان شاه ارمنستان برگزید که با عنوان خسروی چهارم برتخت نشست. پس از این توافق، روابط دوستانه میان ایران و روم برقرار شد که برای ۳۶ سال پابرجا باقی‌ماند.

### درگیری در شرق قلمرو
به نظر می‌رسد شاپور سوم علاوه بر اختلاف با روم شرقی بر سر ارمنستان، در شرق با آلخون‌ها نیز درگیر شده‌است. هرچند سیاست‌های شاپور سوم در تقابل با روم شرقی با موفقیت همراه بود و توانست مرزهای غربی را به ثبات و آرامش برساند. اما در شرق توفیقی نیافت و کابل را به آلخون‌ها واگذار کرد. از دست دادن شهر ضربه بزرگی بود، زیرا این شهر از دهه ۳۶۰ میلادی مرکز تولید سکه بود. ضرب سکه نشان می‌دهد که آلخون‌ها کابل را قبل از ۳۸۸ از او گرفتند. آنها همان ضرب سکه‌های صادر شده توسط شاپور سوم را تکثیر کردند، تنها تفاوت در کتیبه تازه کلمه باکتریایی "αλχοννο" (alxanno) بود، که برای نشان دادن تسخیر قلمرو ساسانیان اضافه شد.

سکه‌های شاپور سوم
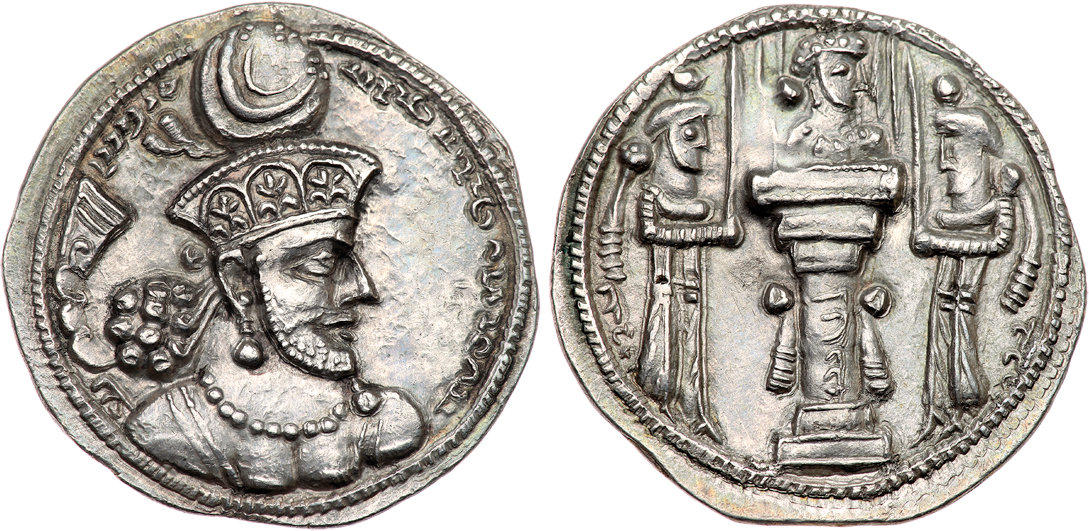
درخم شاپور سوم، ضرب هرمزاردشیر
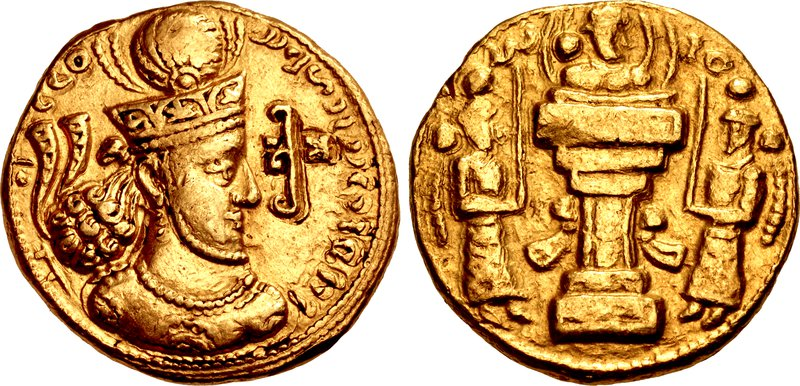
دنار شاپور سوم، ضرب سند

## مرگ
شاپور سوم در ۳۸۸ درگذشت. وی تنها پنج سال حکومت کرد. گفته شده که او علاقه زیادی داشت تا بیشتر وقتش را در فضای آزاد و زیر سایبان بگذراند. در گزارش مرگ او آمده که در یکی از روزهایی که زیر سایبان نشسته بود، شخصی که توسط اشراف ساسانی اجیر شده بود، باعث می‌شود تا سایبان بر روی او سقوط کند و جانش را از دست بدهد.

## در تاق‌بستان

نقش‌برجسته تاق‌بستان
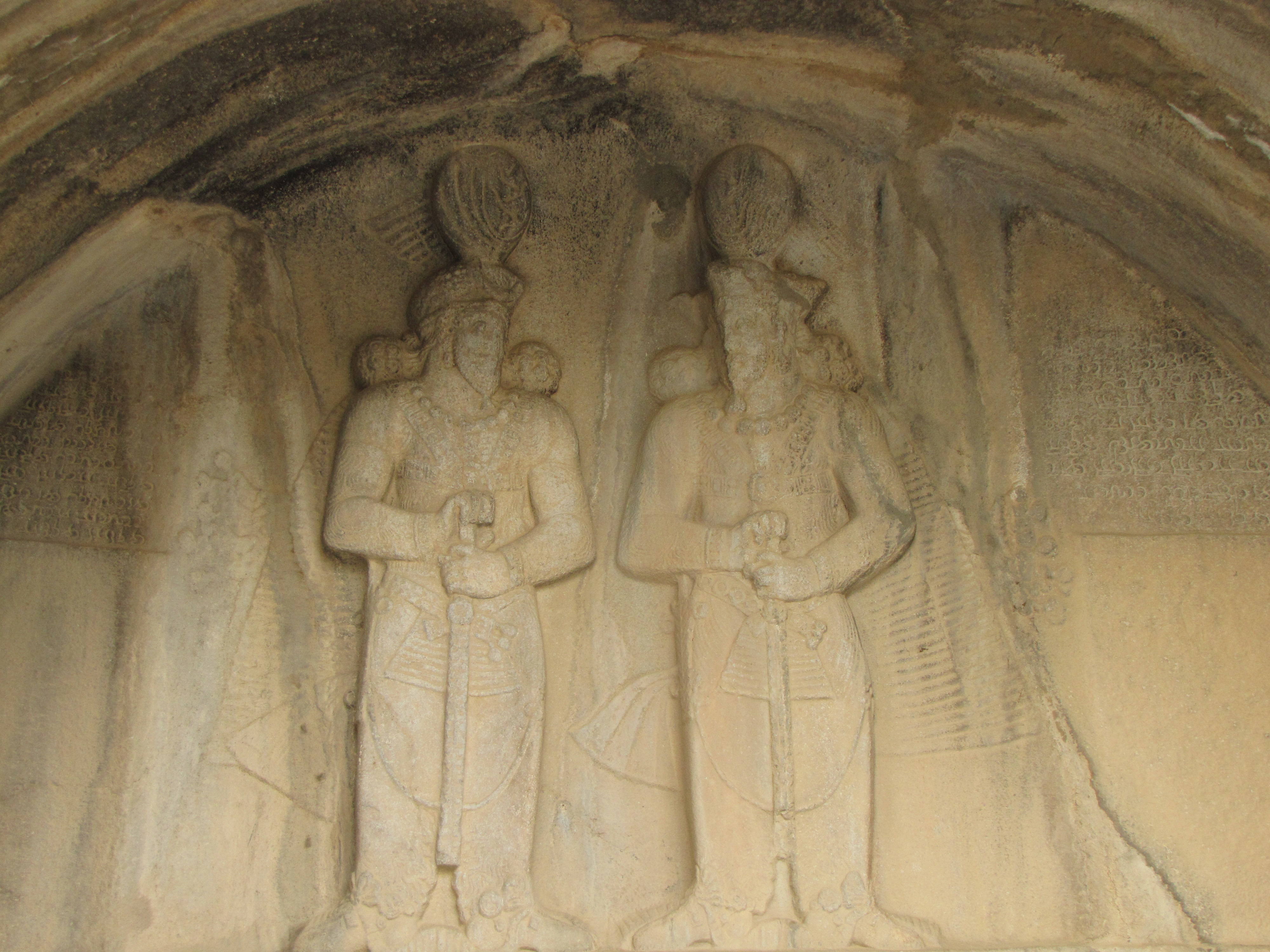
شاپور سوم (چپ) و پسرش شاپور دوم (راست) (در چپ)، تاق‌بستان
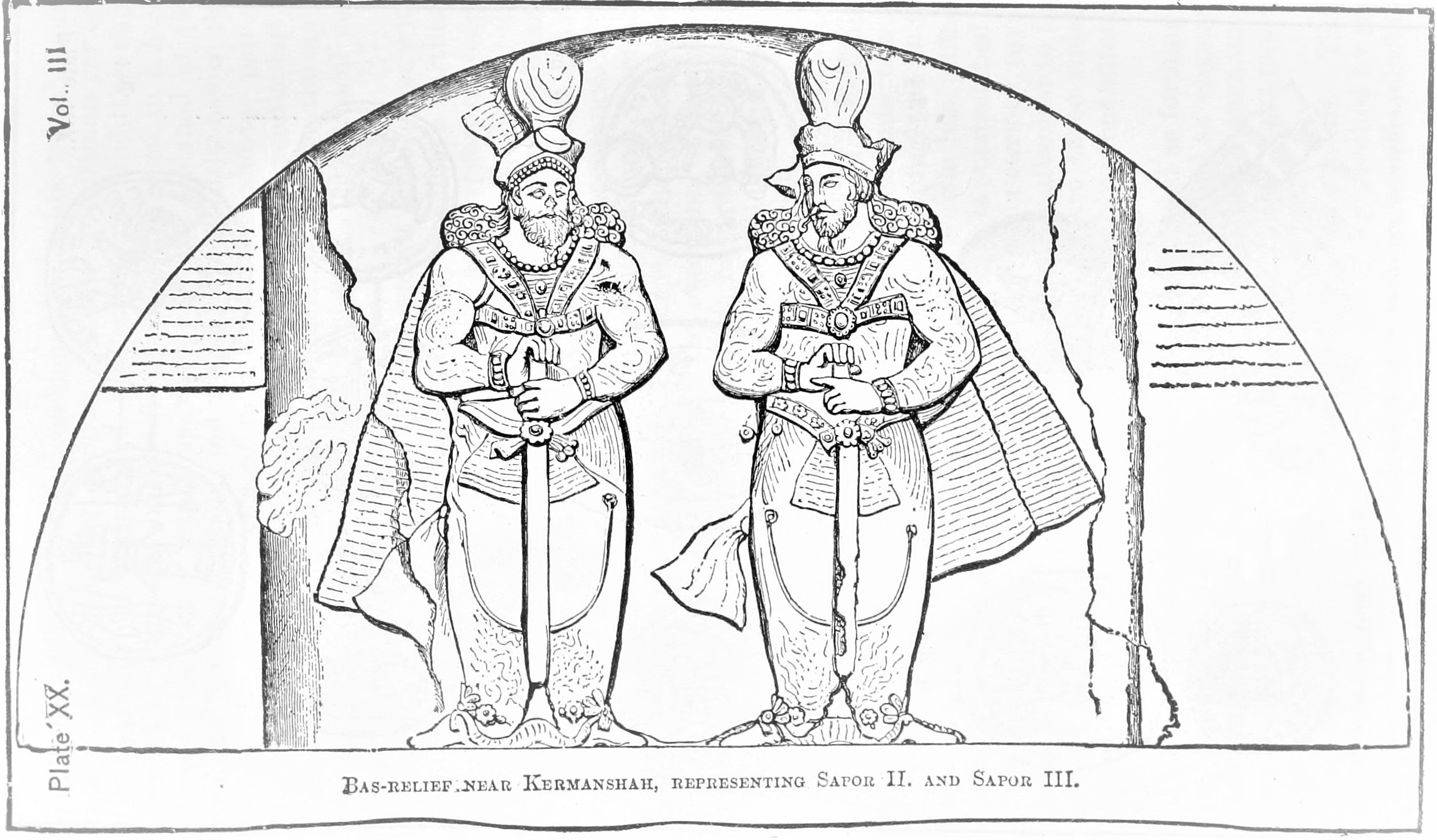
نگاره‌ای از نقش‌برجسته شاپور سوم (چپ) و شاپور دوم (راست) در تاق‌بستان اثر جرج راویلسون

از شاپور سوم سنگ‌نگاره‌ای در تاق‌بستان در کرمانشاه به‌جا مانده‌است. در این سنگ‌نگاره، دو پیکره بسیار شبیه به هم دیده می‌شوند که درحال نگاه به یکدیگر هستند.

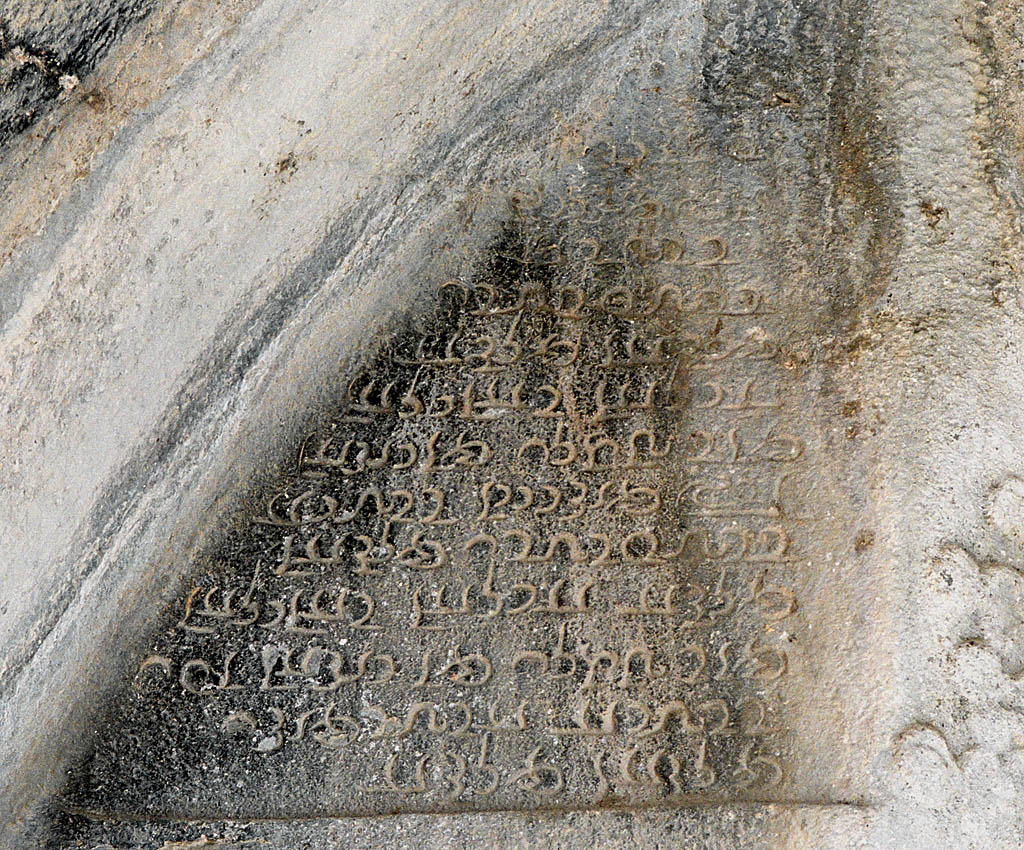
سنگ‌نوشته شاپور سوم در تاق‌بستان

در هر دو سمت این سنگ‌نگاره، سنگ‌نوشته‌هایی به زبان پارسی میانه نگاشته شده که در آن‌ها به معرفی این دو شخص پرداخته‌است. پیکره سمت راست شاپور هرمزان، یعنی شاپور دوم و پیکره سمت چپ، شاپور شاپوران، یعنی شاپور سوم است.
برخی بر این باورند که ابتدا تنها پیکره شاپور دوم در این سنگ‌نگاره حک شده‌است و در زمان شاپور سوم، به دستور وی پیکره‌اش در کنار تندیس پدرش تراشیده شده‌است. اما از شباهت بسیار زیاد دو تندیس، اینگونه پیداست که هر دوی آن‌ها توسط یک هنرمند طراحی شده‌اند.
| برگردان سنگ‌نوشتهٔ شاپور سوم (۱۳ سطر در پارسیگ) این است پیکر بغ مزداپرست. خدایگان شاهپور، شاهان‌شاه ایران و انیران که چِهْرْ (=نژاد) از ایزدان دارد، فرزند بغ مزداپرست خدایگان شاهپور، شاهان‌شاه ایران و انیران که چِهْرْ از ایزدان دارد، نوهٔ خدایگان اورمزد شاهان‌شاه |